# Vodňany
Vodňany es una ciudad de la República Checa, en la región de Bohemia Meridional, situada en el río Blanice 30 km al noroeste de České Budějovice. Tiene la superficie de 36,35 km² y contaba con 7000 habitantes según el censo del año 2012. La ciudad es renombrada por su tradición de pesca y piscicultura.

## Historia
La ciudad surgió como una aldea donde se lavaba el oro a finales del siglo XII.
Los Premislidas se concentraban en fundar nuevas ciudades en la zona de Bohemia del sur, donde entonces tenían influencia pequeña. Otakar II de Bohemia le siguió a su padre Wenceslao I de Bohemia, queriendo reforzar su poder contra la poderosa dinastía Vítkovci (en alemán Witigonen). La vista en plano de Vodňany tiene carácter similar al de otras ciudades fundadas por el mismo rey, como České Budějovice, Písek o Bechyně, por lo cual se razona que Otakar II fue también el fundador de Vodňany aunque no se han preservado documentos.
La ciudad se menciona como una ciudad real en 1336 en los privilegios otorgados por Juan I de Bohemia. Ya en 1400 era parte de las ciudades que apoyaban al poder real en la región. 20 años después Vodňany fue conquistada por Jan Žižka y la ciudad empezó a apoyar a los Husitas. En la segunda mitad del siglo XV comenzaron a fundarse los estanques que ahora son un símbolo típico de la paisaje. Más tarde Vodňany se convirtió en un centro de la piscicultura de Bohemia del sur.
En los años 1722, 1757 y 1782 hubo incendios en los que se quemaran tanto muchas casas como monumentos históricos importantes.

## Monumentos y curiosidades
- La iglesia del Nacimiento de la Virgen, visible de afuera de la ciudad, se menciona ya en 1317. A los finales del siglo XIX se reconstruyó en el estilo neogótico y la dio la apariencia presenta. La iglesia recibió altares nuevos decorados por Mikoláš Aleš y un viacrucis por pintor Josef Bosáček.
- En el centro de la plaza mayor se encuentra una fuente con estatuas de 1928.
- Casa número 1 con un ático renacentista es una antigua farmacia en la que vivía escritor y periodista František Herites.
- A 6 km al sur de la ciudad se encuentra Lomec, un lugar romero.
- En el catastre de Vodňany hay unas reservas naturales y crecen árboles famosos.
- La ciudad cuenta con una escuela secundaria de pesca que fue fundada en 1920. Es la úniqua escuela no solo en la República Checa sino en el mundo donde se enseña piscicultura[2]
- Junto a Vodňany hay un cementerio judío en el catastre de la aldea Pražák

## Ciudades hermanadas y acuerdos de amistad
- Aarwangen, Suiza
- Oravský Podzámok, Eslovaquia
- Sieraków, Polonia
- Wartberg ob der Aist, Austria
- Zlaté Hory, República Checa

## Galería

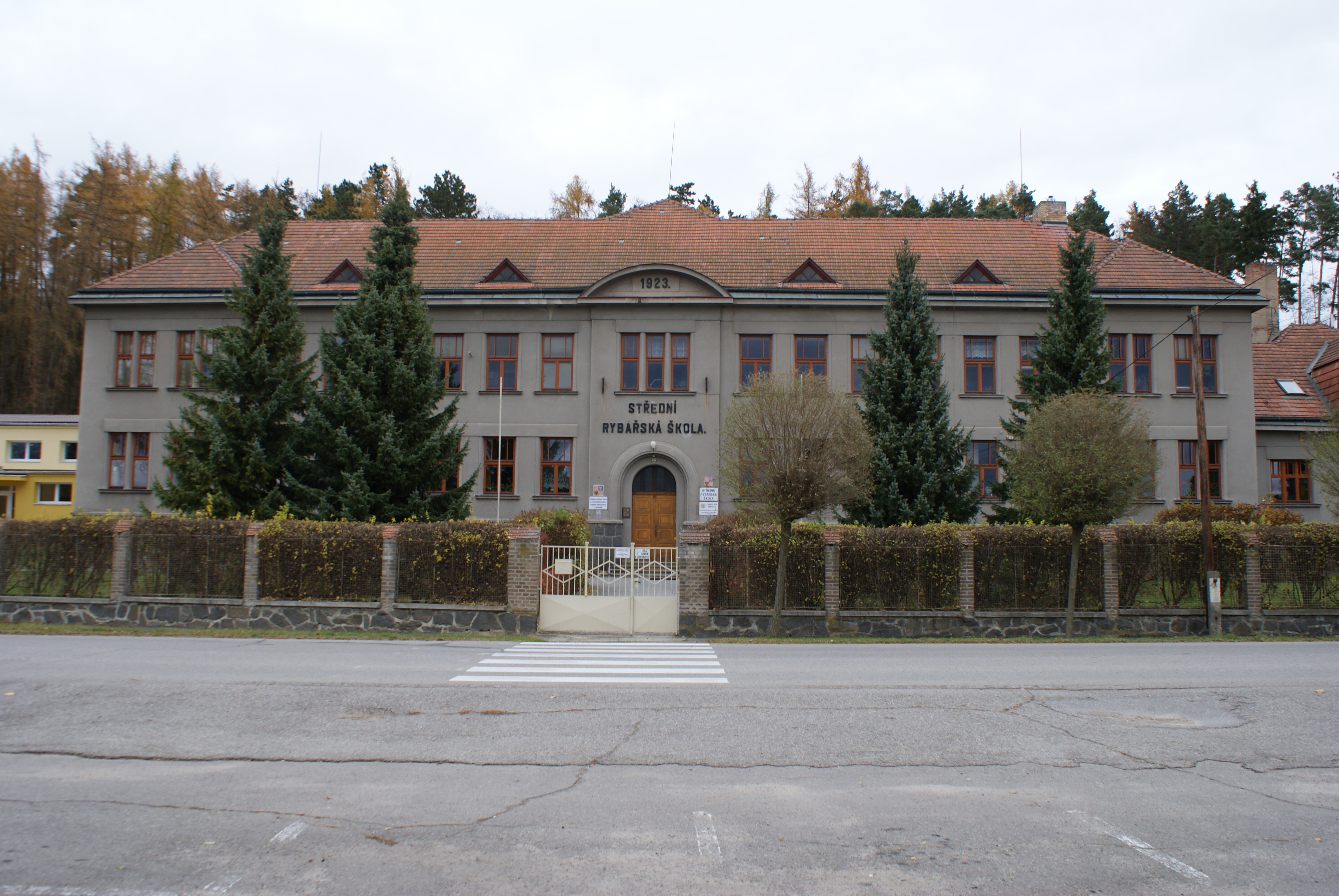
Edificio histórico de la escuela de piscicultura
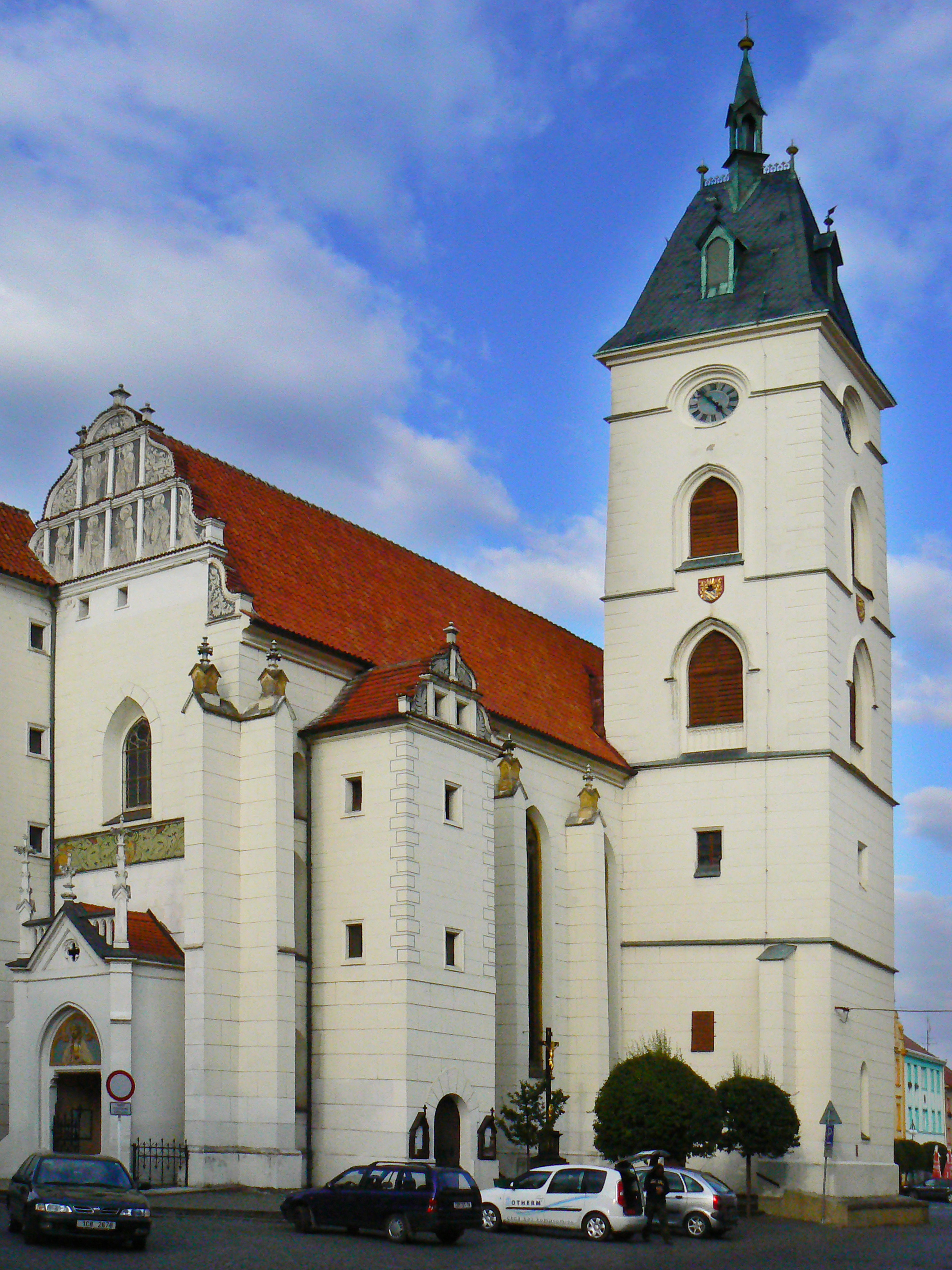
La iglesia del Nacimiento de la Virgen
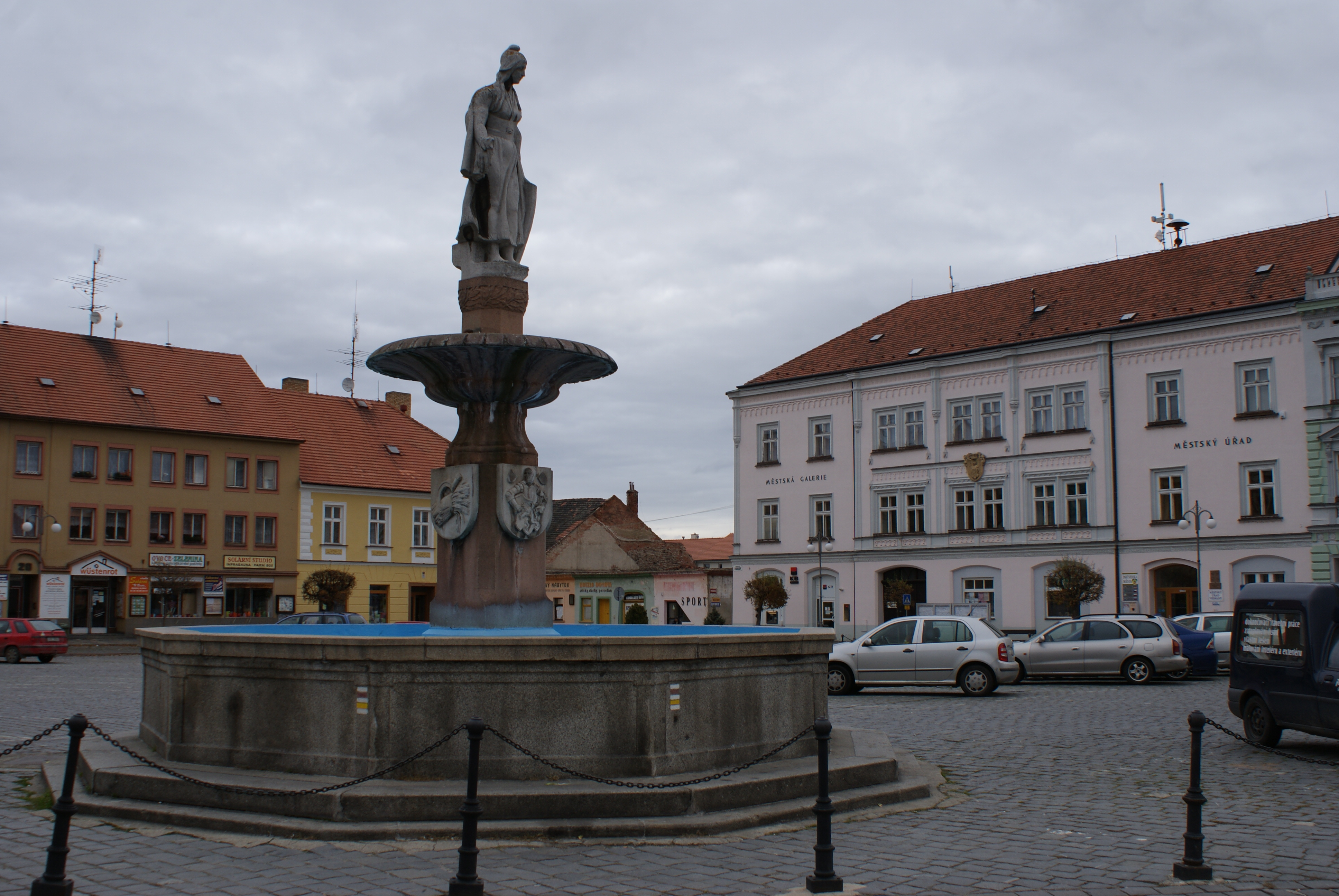
Fuente en la plaza
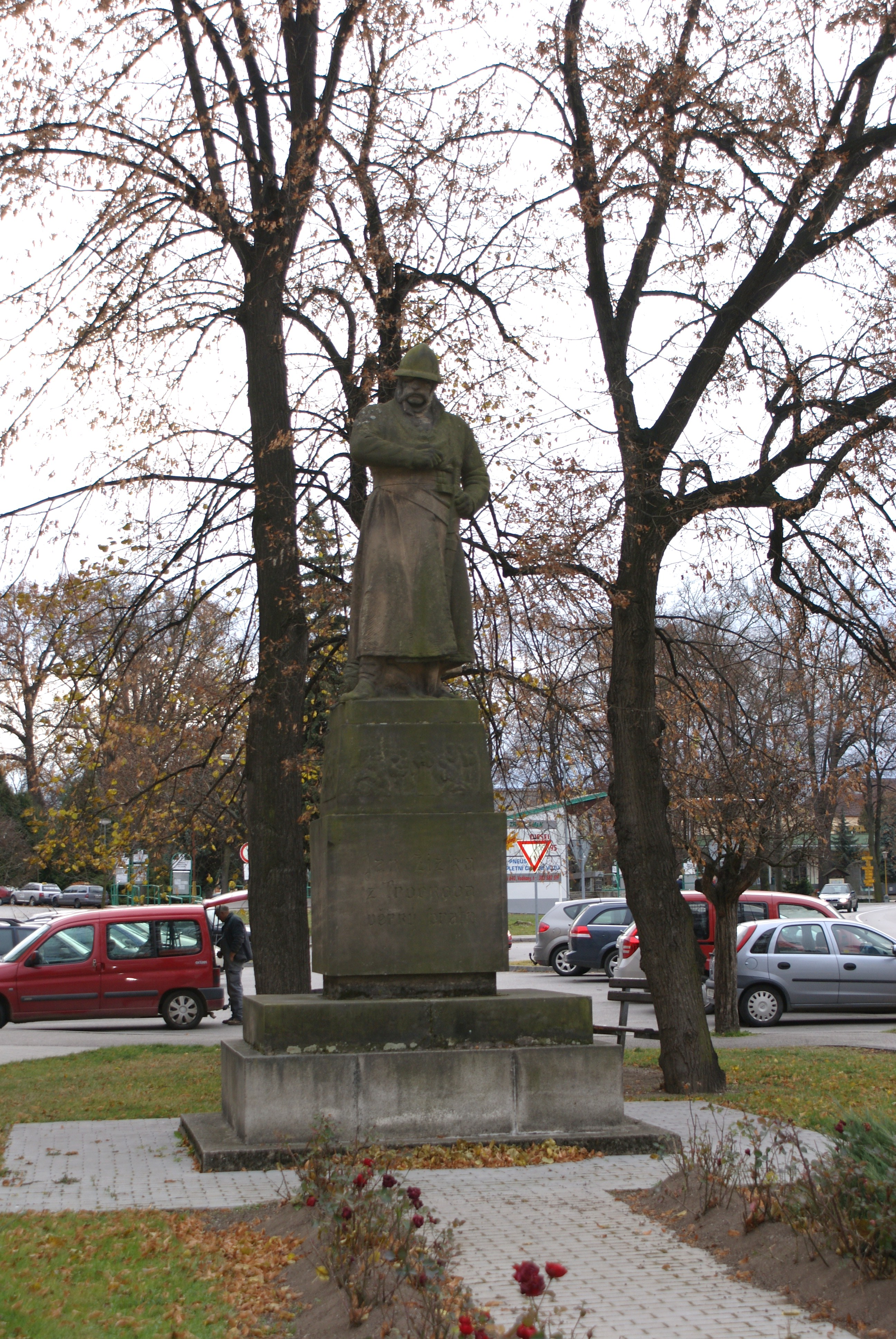
Estatua de Jan Žižka
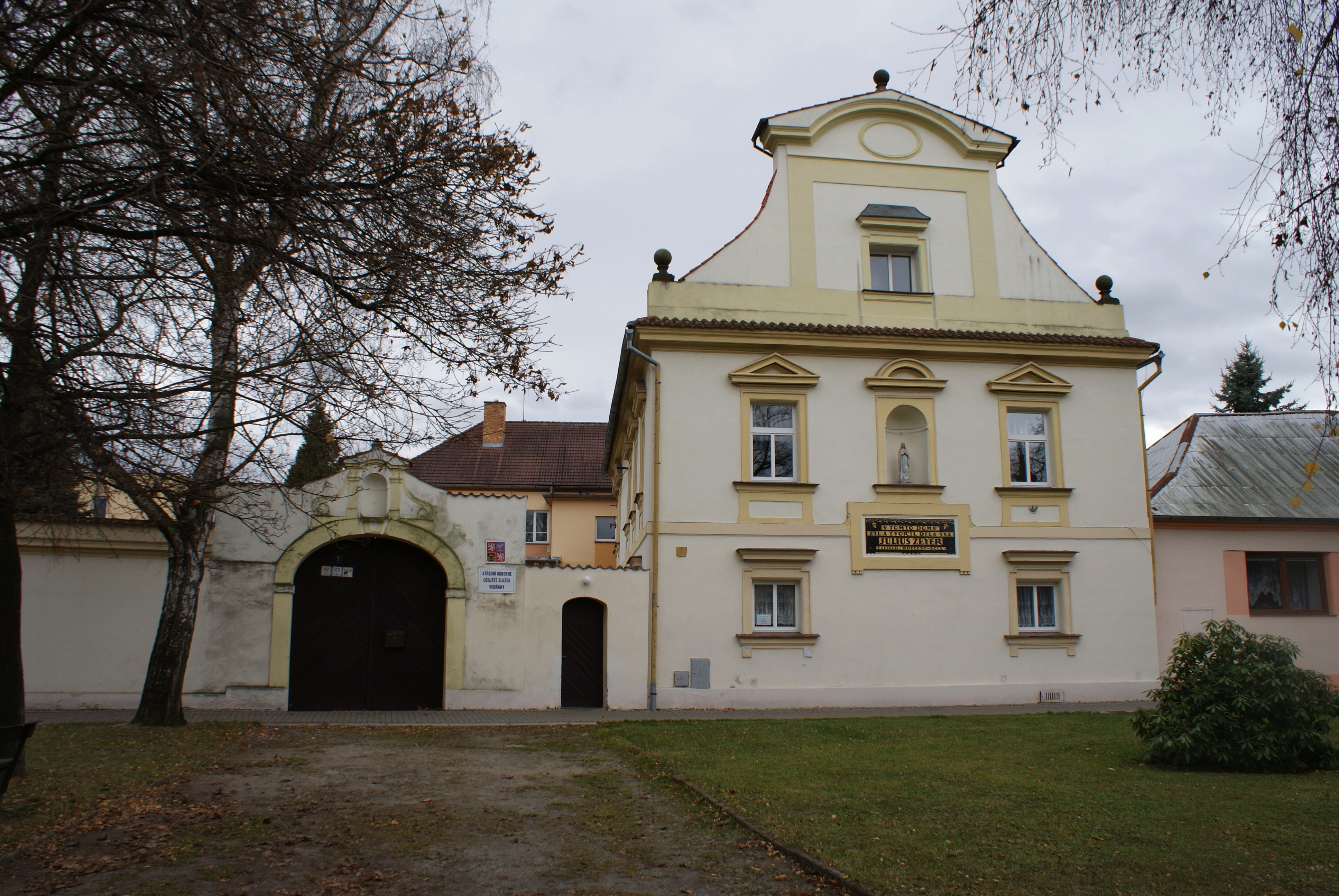
Casa número 1
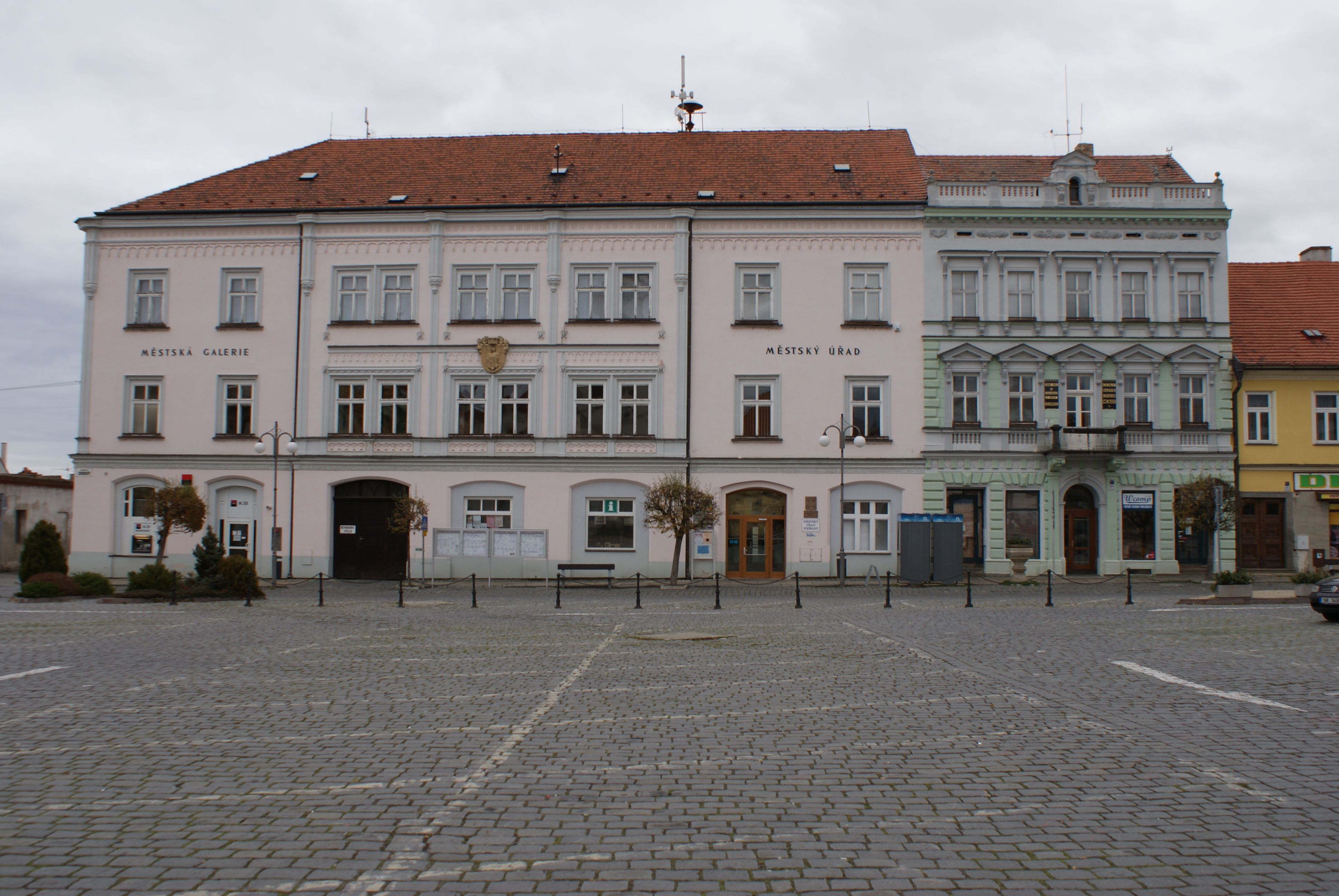
Ayuntamiento
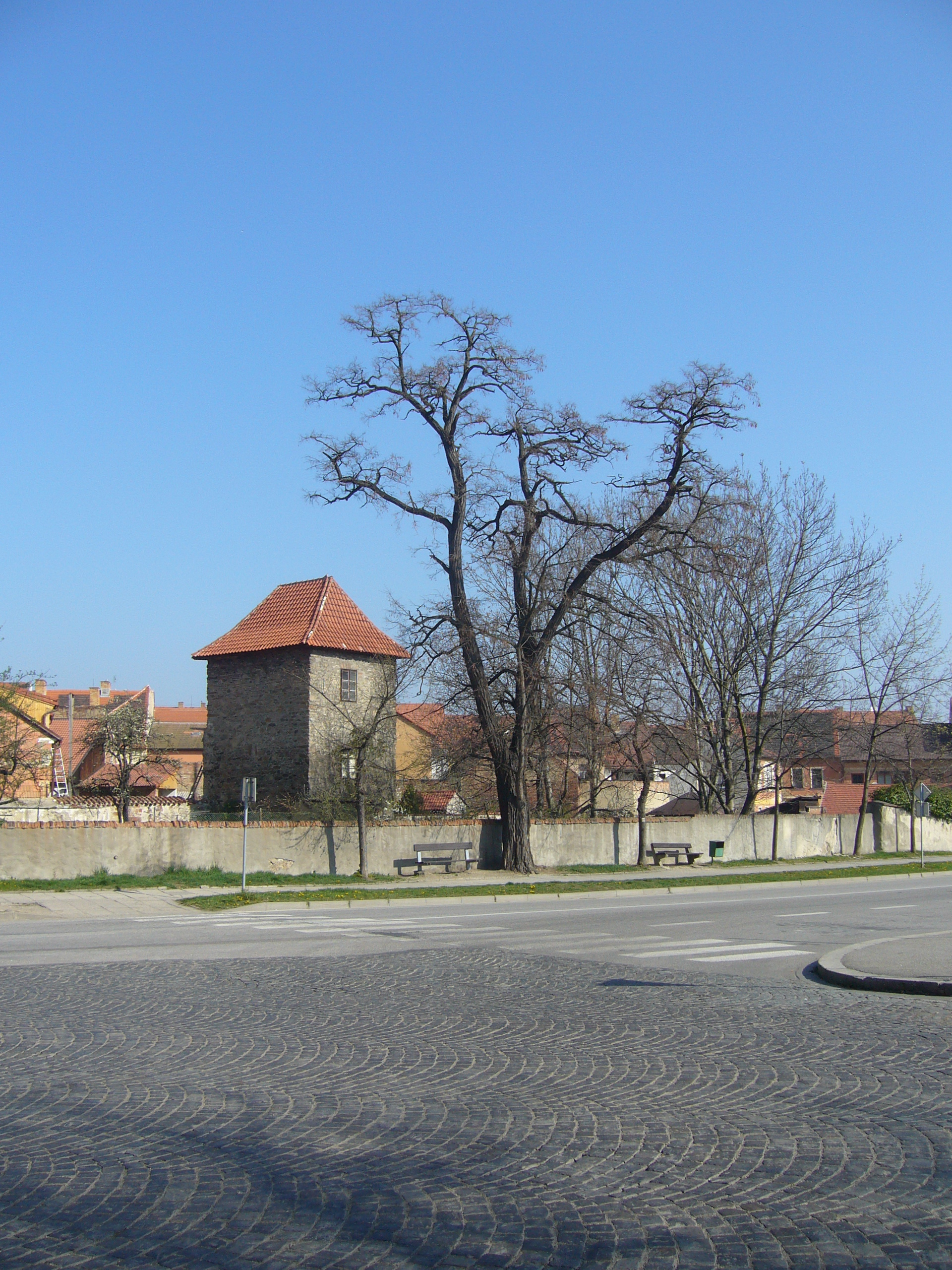
Fortificación